# Jalen Williams
Jalen Devonn Williams (Denver, 14 aprile 2001) è un cestista statunitense, professionista nella NBA con gli Oklahoma City Thunder.

## Carriera
Dopo aver trascorso tre stagioni con i Santa Clara Broncos, nel 2022 si dichiara per il Draft NBA, venendo selezionato con la dodicesima scelta assoluta dagli Oklahoma City Thunder.

## Statistiche

### NCAA
| Anno      | Squadra          | PG | PT | MP   | TC%  | 3P%  | TL%  | RP  | AP  | PRP | SP  | PP   |
| --------- | ---------------- | -- | -- | ---- | ---- | ---- | ---- | --- | --- | --- | --- | ---- |
| 2019-2020 | S. Clara Broncos | 33 | 23 | 25,5 | 43,6 | 35,2 | 76,3 | 2,8 | 1,9 | 1,3 | 0,5 | 7,7  |
| 2020-2021 | S. Clara Broncos | 18 | 18 | 31,6 | 39,9 | 27,4 | 75,7 | 4,1 | 2,3 | 1,2 | 0,6 | 11,5 |
| 2021-2022 | S. Clara Broncos | 33 | 33 | 34,8 | 51,3 | 39,6 | 80,9 | 4,4 | 4,2 | 1,2 | 0,5 | 18,0 |
| Carriera  | Carriera         | 84 | 74 | 30,5 | 46,9 | 35,2 | 78,5 | 3,7 | 2,9 | 1,2 | 0,5 | 12,6 |

#### Massimi in carriera
- Massimo di punti: 30 vs Hawaii-Manoa (30 novembre 2021)[4]
- Massimo di rimbalzi: 15 vs Washington State (15 marzo 2022)
- Massimo di assist: 10 vs Saint Mary's (8 febbraio 2022)
- Massimo di palle rubate: 5 (2 volte)
- Massimo di stoppate: 3 vs Loyola Marymount (17 febbraio 2022)
- Massimo di minuti giocati: 40 vs San Diego (4 gennaio 2020)

### NBA

#### Regular Season
| Anno       | Squadra          | PG  | PT  | MP   | TC%  | 3P%  | TL%  | RP  | AP  | PRP | SP  | PP   |
| ---------- | ---------------- | --- | --- | ---- | ---- | ---- | ---- | --- | --- | --- | --- | ---- |
| 2022-2023  | Oklahoma Thunder | 75  | 62  | 30,3 | 52,1 | 35,6 | 81,2 | 4,5 | 3,3 | 1,4 | 0,5 | 14,1 |
| 2023-2024  | Oklahoma Thunder | 71  | 71  | 31,3 | 54,0 | 42,7 | 81,4 | 4,0 | 4,5 | 1,1 | 0,6 | 19,1 |
| 2024-2025† | Oklahoma Thunder | 69  | 69  | 32,4 | 48,4 | 36,5 | 78,9 | 5,3 | 5,1 | 1,6 | 0,7 | 21,6 |
| Carriera   | Carriera         | 215 | 202 | 31,3 | 51,3 | 38,2 | 80,3 | 4,6 | 4,3 | 1,4 | 0,6 | 18,1 |

#### Playoffs
| Anno     | Squadra          | PG | PT | MP   | TC%  | 3P%  | TL%  | RP  | AP  | PRP | SP  | PP   |
| -------- | ---------------- | -- | -- | ---- | ---- | ---- | ---- | --- | --- | --- | --- | ---- |
| 2024     | Oklahoma Thunder | 10 | 10 | 37,7 | 46,9 | 38,5 | 81,5 | 6,8 | 5,4 | 1,7 | 0,5 | 18,7 |
| 2025†    | Oklahoma Thunder | 23 | 23 | 34,6 | 44,9 | 30,4 | 78,9 | 5,5 | 4,8 | 1,4 | 0,4 | 21,4 |
| Carriera | Carriera         | 33 | 33 | 35,5 | 45,5 | 32,5 | 79,4 | 5,9 | 5,0 | 1,5 | 0,4 | 20,6 |

#### Massimi in carriera
- Massimo di punti: 40 vs Indiana Pacers (17 giugno 2025)[5]
- Massimo di rimbalzi: 10 (2 volte)
- Massimo di assist: 11 vs Toronto Raptors (11 novembre 2022)
- Massimo di palle rubate: 6 vs Los Angeles Lakers (7 febbraio 2023)
- Massimo di stoppate: 3 vs Dallas Mavericks (8 gennaio 2023)
- Massimo di minuti giocati: 40 vs Los Angeles Lakers (7 febbraio 2023)

## Palmarès

### Individuale

#### NBA
- Campionato NBA: 1

Oklahoma City Thunder: 2025
- Convocazioni all'All-Star Game: 1

2025
- All-NBA Team: 1

Third Team: 2025
- NBA All-Defensive Team: 1

Second Team: 2025
- NBA All-Rookie First Team (2023)